# Jogos Asiáticos
Os Jogos Asiáticos são um evento multiesportivo, que se celebram a cada quatro anos com a participação de esportistas de todos os países da Ásia. Semelhantes a eventos ocorridos em outros continentes, como os Jogos Pan-Americanos e os Jogos Pan-Africanos, reúnem esportes presentes no programa dos Jogos Olímpicos e outras modalidades tradicionais dos países asiáticos. A organização deste evento é feita pelo Conselho Olímpico da Ásia (sigla: OCA) com supervisão do Comitê Olímpico Internacional.

## História

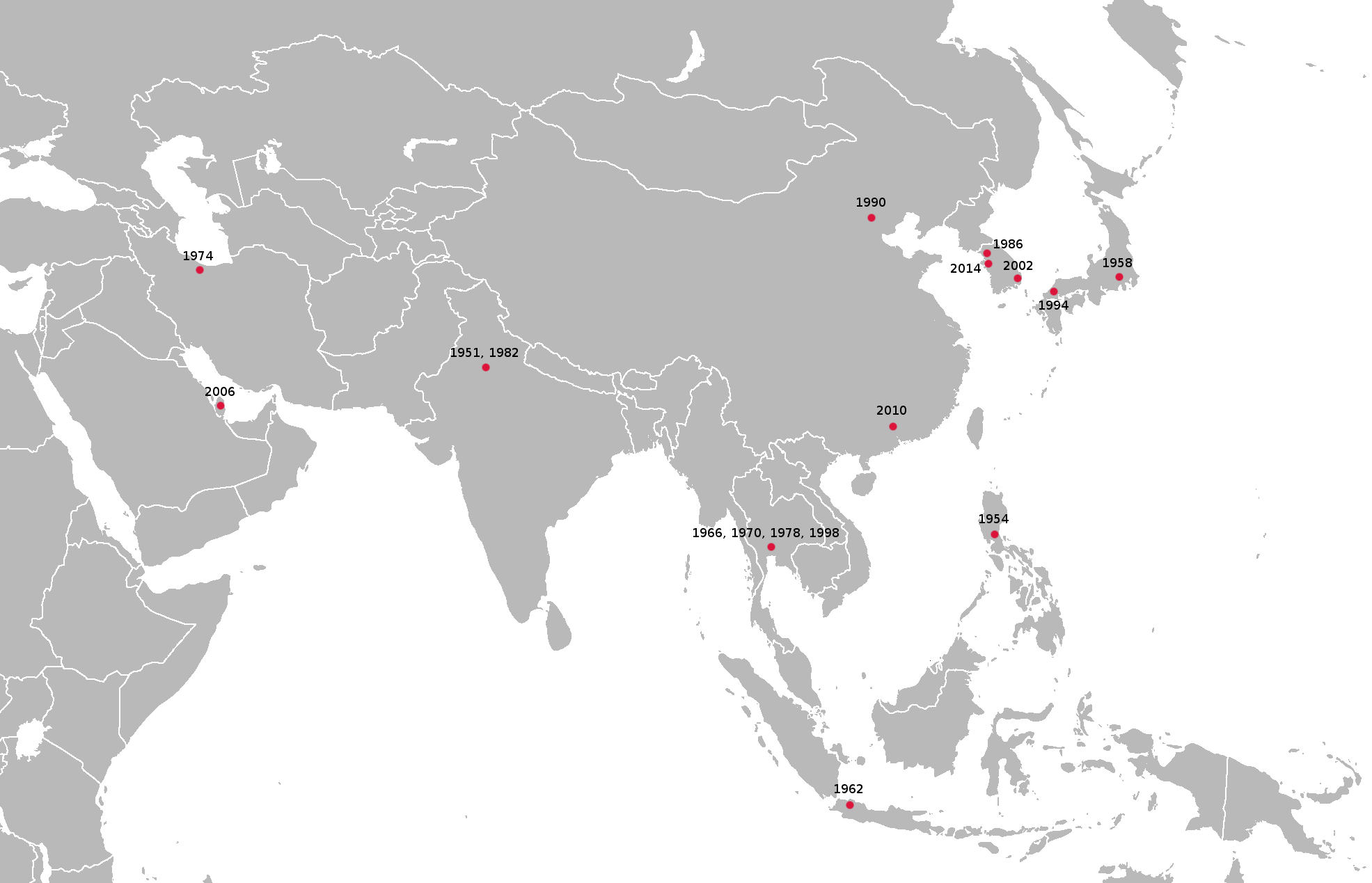
Países-sede dos Jogos Asiáticos.

A origem dos Jogos Asiáticos está nos Jogos do Extremo Oriente, uma competição idealizada em 1912 e realizada pela primeira vez em 1913 para promover a cooperação entre três nações: Japão, Filipinas e China. Outros países, como Tailândia, Hong Kong e Malásia participaram de algumas edições do evento, realizado a cada dois anos até 1927. As duas edições que ocorreram depois, em 1930 e 1934, foram as últimas. Os Jogos deixaram de ser realizados em decorrência da Segunda Guerra Sino-Japonesa, que acabou como parte da Segunda Guerra Mundial.
O processo descolonização dos países asiáticos, após o fim da Segunda Guerra Mundial em 1945, fez ressurgir a ideia de uma competição envolvendo as nações do continente. Em 1948, durante a realização dos Jogos de Londres, o representante indiano do COI, Guru Dutt Sondhi, fez a proposta a dirigentes esportivos de outros países do continente e se iniciaram discussões para a organização dos Jogos Asiáticos. Decidiu-se, então, que a primeira edição seria realizada em 1951 na cidade de Délhi, na Índia, estando sob a regulamentação de um intervalo normalmente de quatro anos entre cada nova edição. Em 1962, a Indonésia (que sediava o evento) discordou sobre a participação da República Popular da China e de Israel, negando os vistos dos atletas destes países. Em 1974, a Coreia do Sul abdicou ao direito de sediar o evento que seria realizado em Seul, devido a supostas ameaças da Coreia do Norte com relação às questões relativas sobre segurança. A capital tailandesa, Banguecoque, se ofereceu como sede reserva. Em 1977 o Paquistão, alegando os mesmos motivos da Indonésia em outrora (mas desta vez com relação aos seus vizinhos Índia e Bangladesh), renunciou aos direitos de sediar o evento, que acabaram retornando à Banguecoque no último momento.
Seguindo a estes incidentes, em 1981 foi criado o Conselho Olímpico da Ásia, com o objetivo de supervisionar a organização dos Jogos Asiáticos e substituir a estrutura anterior. Entre suas decisões estiveram três destacadas, envolvendo a participação de diversos Comitês Olímpicos Nacionais, sendo que até então apenas nações soberanas poderiam participar do evento. Respeitando a Resolução de Nagoia assinada em 1979, foi dado a Taiwan o direito de participar devido a sua posição política, mas sob o nome de Taipé Chinesa (da mesma forma que acontece nas demais entidades esportivas internacionais). O Estado de Israel foi expulso da entidade, após os Jogos Asiáticos de 1986, segundo um pedido feito pelos países árabes. Com a reorganização do Comitê Olímpico Internacional em 1994, o país se tornou membro dos Comitês Olímpicos Nacionais da Europa. Paralelamente a este fato, seis países oriundos da antiga União Soviética foram inseridos na entidade (em tempo de participarem dos Jogos Asiáticos de 1994, sediados na cidade japonesa de Hiroshima). Macau, por fim, se juntou ao Conselho Olímpico da Ásia em 1989 (mas não tem o seu Comitê Olímpico reconhecido pelo COI).
Em 2006, a Austrália fez a proposta de uma fusão entre o Conselho Olímpico da Ásia e os Comitês Olímpicos da Oceania. O primeiro rejeitou a proposta, ao entender que a fusão das entidades seria prejudicial para as nações asiáticas em desenvolvimento e para as pequenas nações da Oceania. Em 2014, foi anunciado que o processo de aproximação entre o Conselho Olímpico da Ásia e os Comitês Olímpicos Nacionais da Oceania havia começado e, com isso, a participação dos 17 representantes da Oceania nos Jogos Asiáticos Indoor e de Artes Marciais de 2017 havia sido autorizada. Esta resolução foi debatida novamente em 2017, após a participação da Austrália e da Nova Zelândia nos Jogos Asiáticos de Inverno de 2017, como também a efetivação destes países a partir da edição de 2022 (ou então em 2026). No entanto, o Comitê Olímpico Australiano anunciou que os países da Oceania terão permissão para inscrever um pequeno número de atletas nos Jogos de 2022, desde que as federações continentais destes esportes estejam vinculadas a Ásia (com o processo de classificação para os Jogos Olímpicos de Verão de 2024 pertinente a este continente), como é o caso do voleibol.
O OCA, em 2009, tentou mudar a rotação dos Jogos Asiáticos, que eram até então realizados dois anos antes/depois dos Jogos Olímpicos. Após a realização dos Jogos Asiáticos de 2014 em Incheon (na Coreia do Sul), a próxima edição estaria marcada para 2019 mas, devido a problemas com a escolha da sede, o ciclo teve que ser mantido e eles foram antecipados para 2018. A edição subsequente seria realizada em 2023, algo que acabou não acontecendo. Ficou estabelecida, na mesma resolução, o número fixo de esportes nos Jogos Asiáticos que, a partir da edição de 2014, totalizaram em 35 (os 28 olímpicos, somados aos 10 reconhecidos pelo Conselho Asiático, finalizando com os 7 opcionais escolhidos pelo Comitê Organizador do evento). Durante a Olimpíada de Verão em 2016 houve a expansão do programa olímpico, com quatro dos cinco esportes adicionados pelo Comitê Olímpico Internacional sendo colocados no mesmo, ocasionando a expansão dos Jogos Asiáticos na edição de 2018 (para 465 finais em 40 esportes). Com a adição destes esportes obrigatórios, o número de eventos opcionais diminuiu para três. Em adesão ao fato, a quantidade de desportos não presentes no programa olímpico também decaiu.

## Países participantes

Nações participantes. Esta interpretação dos limites da Ásia inclui Azerbaijão, Armênia e Geórgia, além das partes asiáticas da Federação Russa e da Turquia.

Ao todo, 45 Comitês Olímpicos Nacionais participam ou já participaram dos Jogos Asiáticos:
| - Afeganistão - Arábia Saudita - Bahrein - Bangladesh - Brunei - Butão - Camboja - Cazaquistão - China - Coreia do Norte - Coreia do Sul - Emirados Árabes Unidos - Filipinas - Hong Kong - Iêmen | - Índia - Indonésia - Irã - Iraque - Japão - Jordânia - Kuwait - Laos - Líbano - Macau - Malásia - Maldivas - Myanmar - Mongólia - Nepal |  | - Omã - Palestina - Paquistão - Catar - Quirguistão - Singapura - Síria - Sri Lanka - Tajiquistão - Tailândia - Taipé Chinesa - Timor-Leste - Turquemenistão - Uzbequistão - Vietname |

### Anteriores
Abaixo há a lista dos Comitês Olímpicos Nacionais que já participaram mas não participam mais dos Jogos Asiáticos:
| - Bornéu do Norte - Coreia - República Democrática do Iémen - República Árabe do Iémen |  | - Israel - Colônia Britânica de Sarawak - Turquia |

## Edições
| Ano             | Cidade-sede                       | Duração                        | Países | Atletas | Eventos | Maior medalhista |
| --------------- | --------------------------------- | ------------------------------ | ------ | ------- | ------- | ---------------- |
| 1951 (detalhes) | IND Índia Delhi                   | 4 - 11 de março                | 11     | 489     | 57      | Japão            |
| 1954 (detalhes) | PHI Filipinas Manila              | 1 - 9 de maio                  | 19     | 970     | 76      | Japão            |
| 1958 (detalhes) | JPN Japão Tóquio                  | 24 de maio - 1 de junho        | 16     | 1 820   | 97      | Japão            |
| 1962 (detalhes) | INA Indonésia Jacarta             | 24 de agosto - 4 de setembro   | 12     | 1 460   | 88      | Japão            |
| 1966 (detalhes) | THA Tailândia Bangkok             | 9 - 20 de dezembro             | 16     | 1 945   | 143     | Japão            |
| 1970 (detalhes) | THA Tailândia Bangkok             | 24 de agosto - 4 de setembro   | 16     | 2 400   | 135     | Japão            |
| 1974 (detalhes) | IRI Irã Teerã                     | 1 - 16 de setembro             | 19     | 3 010   | 202     | Japão            |
| 1978 (detalhes) | THA Tailândia Bangkok             | 9 - 20 de dezembro             | 19     | 3 842   | 201     | Japão            |
| 1982 (detalhes) | IND Índia Delhi                   | 19 de novembro - 4 de dezembro | 23     | 3 411   | 147     | China            |
| 1986 (detalhes) | KOR Coreia do Sul Seul            | 20 de setembro - 5 de outubro  | 28     | 4 839   | 270     | China            |
| 1990 (detalhes) | CHN China Pequim                  | 22 de setembro - 7 de outubro  | 36     | 6 122   | 310     | China            |
| 1994 (detalhes) | JPN Japão Hiroshima               | 2 - 16 de outubro              | 42     | 6 828   | 337     | China            |
| 1998 (detalhes) | THA Tailândia Bangkok             | 6 - 20 de dezembro             | 41     | 6 554   | 376     | China            |
| 2002 (detalhes) | KOR Coreia do Sul Busan           | 24 de setembro - 14 de outubro | 44     | 7 711   | 419     | China            |
| 2006 (detalhes) | QAT Catar Doha                    | 1 - 15 de dezembro             | 45     | 9 520   | 418     | China            |
| 2010 (detalhes) | CHN China Guangzhou               | 12 - 27 de novembro            | 45     | 9 704   | 476     | China            |
| 2014 (detalhes) | KOR Coreia do Sul Incheon         | 19 de setembro - 4 de outubro  | 45     | 9 501   | 410     | China            |
| 2018 (detalhes) | INA Indonésia Jacarta - Palembang | 18 de agosto - 2 de setembro   | 46     | 11 300  | 465     | China            |
| 2022 (detalhes) | CHN China Hangzhou                | 10 - 25 de setembro            |        |         |         |                  |
| 2026 (detalhes) | JPN Japão Aichi - Nagoya          | 18 de setembro - 3 de outubro  |        |         |         |                  |
| 2030 (detalhes) | QAT Catar Doha                    |                                |        |         |         |                  |
| 2034 (detalhes) | KSA Arábia Saudita Riad           |                                |        |         |         |                  |

## Modalidades
Um total de 48 esportes, divididos entre suas modalidades já foram ou são disputados nos Jogos:
| - Natação - Saltos ornamentais - Pólo aquático - Nado sincronizado - Tiro com arco - Atletismo - Badminton - Beisebol - Basquete - Fisiculturismo - Boliche - Boxe | - Canoagem - Xadrez - Cricket - Bilhar - Ciclismo - Dança de salão - Barco dragão - Hipismo - Esgrima - Fisiculturismo - Futebol - Golf | - Ginástica - Handball - Hóquei sobre a Grama - Judô - Kabaddi - Caratê - Pentatlo moderno - Patinação - Remo - Rugby - Iatismo - Sepaktakraw | - Tiro - Soft Tênis - Softball - Squash - Tênis de mesa - Taekwondo - Tênis - Triatlo - Voleibol - Levantamento de peso - Wrestling - Wushu |

## Quadro geral de medalhas
| Ordem | País                   | Medalha de ouro | Medalha de prata | Medalha de bronze |        |
| ----- | ---------------------- | --------------- | ---------------- | ----------------- | ------ |
| 1     | China                  | 1 473           | 994              | 720               | 3 187  |
| 2     | Japão                  | 1 032           | 1 037            | 985               | 3 054  |
| 3     | Coreia do Sul          | 745             | 663              | 827               | 2 235  |
| 4     | Irã                    | 179             | 181              | 197               | 542    |
| 5     | Cazaquistão            | 155             | 158              | 244               | 557    |
| 6     | Índia                  | 154             | 202              | 315               | 671    |
| 7     | Tailândia              | 132             | 175              | 278               | 585    |
| 8     | Indonésia              | 112             | 131              | 240               | 483    |
| 9     | Taipé Chinesa          | 99              | 144              | 276               | 519    |
| 10    | Coreia do Norte        | 91              | 131              | 179               | 302    |
| 11    | Uzbequistão            | 84              | 120              | 138               | 342    |
| 12    | Filipinas              | 67              | 114              | 230               | 411    |
| 13    | Malásia                | 63              | 101              | 148               | 312    |
| 14    | Paquistão              | 44              | 63               | 97                | 204    |
| 15    | Catar                  | 43              | 31               | 56                | 130    |
| 16    | Singapura              | 41              | 58               | 114               | 213    |
| 17    | Hong Kong              | 38              | 79               | 112               | 229    |
| 18    | Bahrein                | 37              | 25               | 23                | 85     |
| 19    | Kuwait                 | 26              | 30               | 34                | 90     |
| 20    | Mongólia               | 25              | 46               | 91                | 162    |
| 21    | Arábia Saudita         | 25              | 13               | 23                | 61     |
| 22    | Vietname               | 17              | 71               | 88                | 176    |
| 23    | Myanmar                | 16              | 28               | 55                | 99     |
| 24    | Sri Lanka              | 11              | 10               | 20                | 41     |
| 25    | Síria                  | 9               | 7                | 16                | 32     |
| 26    | Iraque                 | 7               | 17               | 23                | 47     |
| 27    | Emirados Árabes Unidos | 7               | 17               | 17                | 41     |
| 28    | Jordânia               | 5               | 16               | 24                | 45     |
| 29    | Líbano                 | 5               | 5                | 8                 | 18     |
| 30    | Quirguistão            | 4               | 23               | 38                | 65     |
| 31    | Tajiquistão            | 4               | 7                | 17                | 28     |
| 32    | Turquemenistão         | 3               | 8                | 12                | 23     |
| 33    | Camboja                | 3               | 2                | 4                 | 9      |
| 34    | Macau                  | 2               | 11               | 20                | 33     |
| 35    | Bangladesh             | 1               | 5                | 6                 | 12     |
| 36    | Coreia                 | 1               | 1                | 2                 | 4      |
| 37    | Omã                    | 1               |                  | 3                 | 4      |
| 38    | Laos                   |                 | 4                | 11                | 15     |
| 39    | Afeganistão            |                 | 4                | 7                 | 11     |
| 40    | Nepal                  |                 | 2                | 22                | 24     |
| 41    | Brunei                 |                 |                  | 4                 | 4      |
| 42    | Iémen                  |                 |                  | 2                 | 2      |
| 43    | Palestina              |                 |                  | 1                 | 1      |
| TOTAL | TOTAL                  | 4 768           | 4 994            | 5 713             | 15 475 |